# 张之翰
张之翰（1243年—1296年），字周卿，号西岩老人，邯郸人，元朝政治人物。

## 生平
至元十三年（1276年）出任真定路知事，後來又擔任监察御史、户部郎中、翰林侍讲学士。他還當過松江府知府。

## 著作
作品有《西岩集》。赵万里《校辑宋金元人词》裡面將他的詞匯集成《西岩词》，共有词六十九首。